# Star Trek: Enterprise
Star Trek: Enterprise (voor seizoen 3 enkel Enterprise genoemd) is een Amerikaanse sciencefictionserie die zich afspeelt in het Star Trekuniversum bedacht door Gene Roddenberry. Daarmee is dit de vijfde serie uit de Star Trekfranchise.
In tegenstelling tot de vorige vier series was Enterprise geen vervolg, maar een prequel op de originele serie. Het verhaal speelt zich af in 2151, 10 jaar voor de oprichting van de Verenigde Federatie van Planeten. Centraal staat het schip Enterprise.
De serie ging in première op 26 september 2001. Vanwege slechte kijkcijfers besloot UPN op 2 februari 2005 de serie niet te verlengen met een vijfde seizoen. Het vierde seizoen werd nog wel helemaal uitgezonden. De laatste aflevering werd uitgezonden op 13 mei 2005. Daarmee was Enterprise de eerste Star Trek serie sinds de originele serie die door een televisienetwerk werd stopgezet in plaats van door de producers.

## Productie
Al geruime tijd bestonden de plannen om met de middelen die beschikbaar waren voor series als Star Trek: The Next Generation en Star Trek: Voyager een betere versie te maken van de originele serie. Daar men niet de verhalen uit de originele serie wilde hervertellen, werd besloten een prequel te maken die zich 100 jaar voor de originele serie afspeelt.
Enterprise was de eerste Star Trek serie die werd gefilmd in het 16:9 breedbeeldformaat, en later in hdtv. Scott Bakula (Captain Jonathan Archer), Jolene Blalock (T'Pol) en Connor Trinneer (Commander Charles "Trip" Tucker III) zijn de enige drie acteurs die in alle afleveringen van de serie meedoen.
TNG ster LeVar Burton, TNG en DS9 ster Michael Dorn, en Voyager sterren Roxann Dawson en Robert Duncan McNeill waren allemaal betrokken bij de productie en regie van “Enterprise”. Dawson deed de stem van een buitenaardse computer op een geautomatiseerd ruimtestation in de aflevering "Dead Stop".

## Verhaal

### Seizoenen 1 en 2
Voor het eerst in de geschiedenis begint de mensheid aan het verkennen van het heelal. Men is eindelijk in staat ver te reizen dankzij de ontwikkeling van het eerste schip met een warp 5 motor. Een crew onder leiding van kapitein Jonathan Archer verlaat de Aarde voor een verkenningsmissie.
Op hun reis komt de crew geregeld situaties tegen die voor Star Trek fans bekend zijn, maar voor de crew nieuw aangezien deze serie zich afspeelt voor de andere series. Ook veel regels die bekend zijn in eerdere Star Trek series zijn nog onbekend in deze serie. Star Trek Enterprise toont de oorsprong van enkele van deze regels en andere concepten die als “standaard” gezien werden in vorige Star Trek series. In de seizoenen is te zien hoe onder andere de transporter voor het eerst in gebruik wordt genomen.
De Vulcans staan altijd paraat hulp te bieden aan de crew, maar ze zijn van mening dat de mensheid er nog niet klaar voor is om het universum te gaan verkennen en contact te leggen met andere rassen. Dit zorgde voor gespannen situaties in de eerste afleveringen.
In seizoen 1 en 2 hadden de meeste afleveringen een opzichzelfstaand verhaal. Het enige thema dat al werd aangesneden en verder uitgediept in seizoen 3 was de "Temporal Cold War", waarin een mysterieus ras uit de toekomst probeert middels de Suliban de tijdlijn te veranderen. Een agent uit de toekomst, Daniels, bezoekt geregeld Jonathan Archer om hem te helpen de Suliban onder leiding van Sillik te stoppen.
De bedenkers van de serie besloten zich sterk te focussen op de drie hoofdpersonages: Archer, Tucker, en T'Pol.
Een running gag in deze seizoenen was dat de Aarde nog geen grote rol had bij interplanetaire gebeurtenissen, en dus vrijwel onbekend was. Als een crewlid van de Enterprise bekendmaakte van de Aarde te komen was de reactie van een alien in zijn buurt vrijwel altijd: "Earth? Never heard of it."

### Seizoen 3
Slechte kijkcijfers zetten de producers van de serie ertoe aan een nieuwe weg in te slaan. In het derde seizoen kwamen langere verhaallijnen voor die meerdere afleveringen besloegen. Centraal stond een nieuwe vijand genaamd de Xindi, wier doel het uitroeien van de mensheid is daar zij geloven dat op een dag de mensheid hen zal vernietigen.
In de finale "The Expanse" van het tweede seizoen valt een wapen in de vorm van een grote bol de Aarde aan en doodt zeven miljoen mensen. Enterprise werd omgebouwd tot een oorlogsschip en eropuit gestuurd om een volgende aanval op de Aarde te voorkomen. De aanval bleek te zijn uitgevoerd door de Xindi.
Archer veranderde in dit seizoen van een man die wanhopig de Xindi wilde vernietigen in een vredesluiter. Hij ontdekt dat de Xindi niet de ware vijand zijn. Ze zijn misleid door een extra-dimensionaal ras dat in de 26e eeuw zal worden verslagen door de Federatie, onder leiding van de mensheid. Daarom hebben ze de Xindi wijsgemaakt dat de mensheid hen zal uitroeien, in de hoop dat de Xindi het vuile werk voor hen opknappen.
Subplots in dit seizoen waren de groeiende relatie tussen T'Pol en Trip, de consequenties van T'Pols verslaving aan een drug genaamd Trellium-D die haar emoties versterkte, Archers dilemma over zijn daden en Reeds conflict met het hoofd van de MACOs.
Het derde seizoen ontving betere kritieken dan de eerste twee seizoenen.
Aan het eind van seizoen drie zien de Xindi in dat ze misleid worden en helpen ze de Enterprise om de ware vijand te verdrijven.

### Seizoen 4
Seizoen 4 bestond uit een mix van kleine verhaallijnen die steeds twee of drie afleveringen besloegen; samen met enkele opzichzelfstaande afleveringen. De opening van dit seizoen was nog een vervolg op de Xindi verhaallijn. Daarna focuste het verhaal zich op de crew’s terugkeer van hun een jaar durende missie, en de gevolgen van de eerste Xindi aanval. Veel afleveringen verwezen naar concepten en personages uit vorige Star Trek series.
Seizoen 4 speelde ook in op de verschillen tussen de Vulcans uit The Original Series (TOS) en de Vulcans uit Star Trek: Enterprise. De "Vulcan Civil War" verhaallijn ("The Forge", "Awakening", en "Kir'Shara") werd gezien als de drie interessantste afleveringen uit de serie. Hierin ontmoeten de hoofdpersonen T'Pau (een personage uit de TOS aflevering "Amok Time"). Als gevolg van de oorlog ondergingen de Vulcans een transformatie naar de Vulcans zoals men die kende uit vorige Star Trek series.
Het thema van verkennen en reizen uit de eerste twee seizoenen werd sterk verminderd in seizoen 4. In de meeste afleveringen werd de Enterprise op een missie gestuurd in plaats van per ongeluk betrokken te raken bij een missie tijdens hun verkenningsvlucht.
Nog voordat de laatste aflevering werd geschreven werd al aangekondigd dat de serie zou worden stopgezet. Dit stelde het schrijfteam in staat een finale voor de serie te schrijven. Daarvoor was er al een tweedelige aflevering waarin de Klingons een meer menselijk uiterlijk kregen, en een tweedelige aflevering die zich afspeelde in het Spiegeluniversum.
De laatste aflevering, getiteld "These Are the Voyages...", was een van de meest bekritiseerde Star Trek afleveringen ooit. De aflevering was in feite een holodeckavontuur van een eerdere Star Trek serie. De aflevering bevatte gastoptredens van Jonathan Frakes en Marina Sirtis als hun Star Trek: The Next Generation personages William T. Riker en Deanna Troi. De aflevering vond plaats tijdens de TNG aflevering "The Pegasus". In de aflevering zien Riker en Troi op het holodeck hoe de Federatie tot stand kwam. Deze gebeurtenis speelt zich zes jaar na de een-na-laatste aflevering van “Enterprise” af. De aflevering wordt beëindigd met een voice-over van Archer, Kirk en Picard die de bekende intro van Star Trek opzeggen:
"Space. The final frontier. These are the voyages of the starship Enterprise. Its continuing mission: to explore strange, new worlds. To seek out new life and new civilizations. To boldly go where no man has gone before."

## Rolverdeling
Enterprise was de enige live-action Star Trek serie tot dan toe waarin geen verandering plaatsvond van de cast gedurende de serie.
| Personage                   | Acteur             | Positie                                               | Soort/volk |
| --------------------------- | ------------------ | ----------------------------------------------------- | ---------- |
| Jonathan Archer             | Scott Bakula       | kapitein                                              | Mens       |
| Sub-commander T'Pol         | Jolene Blalock     | Overste/First Officer (Eerste Officier)               | Vulcan     |
| Charles Tucker III ("Trip") | Connor Trinneer    | Overste/Chief Engineer (Hoofd Technicus)              | Mens       |
| Malcolm Reed                | Dominic Keating    | Luitenant/Armory Officer (Officier v.d. wapenzaal)    | Mens       |
| Travis Mayweather           | Anthony Montgomery | Vaandrig/Helm Control (piloot)                        | Mens       |
| Hoshi Sato                  | Linda Park         | Vaandrig/Chief Communications (Communicatie-officier) | Mens       |
| Dr. Phlox                   | John Billingsley   | Chief Medical Officer (Medisch Hoofd)                 | Denobulaan |

## Verbanden met andere Star Trekseries en -films

### Personages en rassen
De enige hoofdpersonen uit een andere Star Trekproductie die in Enterprise worden teruggezien zijn Zefram Cochrane in de pilootaflevering, en Deanna Troi & William Riker in de laatste aflevering. Omdat de serie zich voor de andere series afspeelde, konden er geen crossovers met de andere series plaatsvinden.

### Acteur crossovers
Geen van de hoofd castleden van Enterprise had al eerder in een Star Trek productie meegespeeld. Wel deden in Enterprise enkele acteurs uit vorige Star Trek producties mee:
- Brent Spiner (Data uit The Next Generation) deed mee als Arik Soong, Noonien Soong's voorouder.
- René Auberjonois (Odo uit Deep Space Nine) verscheen in Oasis als Kantare monteur Ezral.
- Ethan Phillips (Neelix uit Voyager) verscheen in Acquisition als Ferengi piraat Ulis.
- Casey Biggs (Damar uit Deep Space Nine) verscheen in Damage als een naamloze Illyrian Kapitein.
- Jeffrey Combs (Weyoun & Brunt uit Deep Space Nine) verscheen als een Ferengi in de aflevering Acquisition, en als Andorian Commander Shran.
- Roxann Dawson (Lt. B'Elanna Torres uit Voyager) leende haar stem in de aflevering Dead Stop. Ze regisseerde deze aflevering ook.

## Mijlpalen
Enterprise betekende verschillende mijlpalen in de Star Trek televisieproductie:
- De eerste Star Trek serie die werd geproduceerd in breedbeeldformaat.
- De eerste Star Trek serie die werd uitgezonden in hdtv.[2]
- De eerste Star Trek serie die werd gefilmd op digital video (seizoen 4)[3]
- De eerste Star Trek serie sinds Star Trek: The Next Generation die debuteerde aan de start van een tv-seizoen in plaats van halverwege.
- De eerste Star Trek serie die een intro had met gezongen tekst.
- De eerste Star Trek serie met podcast commentary.
- De eerste Star Trek Serie sinds de originele Star Trek die werd stopgezet vanwege slechte kijkcijfers.
- De eerste Star Trek Serie sinds de originele Star Trek die 26 episodes heeft in het eerste seizoen.
- De eerste Star Trek Serie die de kalenderaanduiding gebruikt in plaats van stardates.
- De eerste Star Trek Serie sinds de originele Star Trek die een 2-parter heeft aan het einde van seizoen 1.
- De eerste Star Trek Serie sinds de originele Star Trek die geen 90 minuten finale aflevering heeft.
- De eerste Star Trek incarnatie die geen "Star Trek" in de titel had. (tot seizoen 3)

## Intro
De intromuziek was een lied geschreven door Diane Warren en gezongen door Russell Watson. De intro van Enterprise was duidelijk anders dan die van vorige Star Trek series. De vorige series gebruikten enkel instrumentale muziek als intro.
Het was ook de eerste intromuziek die niet specifiek voor Star Trek was gecomponeerd. Voorheen was de muziek al te horen in de film Patch Adams (1998).
Net als andere aspecten van de serie kreeg de titelsong veel kritiek van fans. Er waren zelfs online petities om de gezongen tekst te laten verwijderen uit de intro . In het derde seizoen werd de maat van de muziek wat versneld, maar ook deze nieuwe versie werd niet goed ontvangen.
Het introfilmpje zelf toonde ook niet beeldmateriaal uit de serie, maar een overzicht van de ontwikkeling van de ruimtevaart. Pas in de laatste scène is even de Enterprise zelf te zien. Kritiek van fans was dat het filmpje alleen maar de Amerikaanse ontwikkeling toonde.
De tweedelige aflevering "In a Mirror, Darkly", die zich afspeelde in het Spiegeluniversum, had een unieke intro die zich richtte op het alternatieve universum waar deze afleveringen zich in afspeelden.